# Бхактиведанта Нараяна Госвами
Бхактиведа́нта Нара́яна Госва́ми (санскр. भक्तिवेदान्त नारायण गोस्वामी, IAST: Bhaktivedānta Nārāyaṇa Gosvāmī, более известен как Нараяна Махарадж [नारायण महाराज]; имя при рождении — Нараяна Тивари; 16 февраля 1921, Буксар, Британская Индия — 29 декабря 2010, Пури, Одиша) — гаудия-вайшнавский религиозный деятель, богослов, писатель, старший ученик и преемник Бхактипрагьяны Кешавы Госвами (1898—1968); основатель Международного общества чистой бхакти-йоги. Бхактиведанта Нараяна Госвами объехал вокруг света более 30 раз, побывав с проповедью во многих странах мира. По данным на 2002 год, у него было более 40 тыс. учеников.

## Биография

### Рождение и детство
Нараяна Тивари родился 7 февраля 1921 года в деревне Тиварипур в Бихаре, Британская Индия. Тиварипур раньше располагался на берегу Ганга, но впоследствии река изменила своё течение и теперь деревня находится на некотором расстоянии от неё. Согласно верованиям индуистов, именно в этом месте Рама убил демона Татаку. Родители Нараяны происходили из образованной и уважаемой семьи брахманов, принадлежавшей к шри-сампрадае. Отца Нараяны звали Балешварнатх Тивари Пандит, а мать — Лакшми Деви.
Нараяна с детства проявлял большой интерес к духовной жизни: он любил повторять и петь имена Бога, слушать истории из «Махабхараты», «Рамаяны» и «Бхагавата-пураны», которые его родители регулярно читали дома. Вместе со своим отцом, Нараяна также посещал киртаны и религиозные собрания правачаны, на которых декламировали священные тексты индуизма. В начальную школу Нараяна пошёл в соседнюю с Тиварипуром деревню под названием Далсагар. С пятого класса по седьмой он обучался в школе в Буксаре, находившейся в восьми километрах от его дома. В школьные годы Нараяна увлекался спортом: прыжками в высоту и в длину, бегом и футболом.
В юности Нараяна симпатизировал Движению за освобождение Индии от британского правления и Махатме Ганди. В знак протеста он отказывался говорить на английском языке.

### Устройство на работу и первая встреча с вайшнавами
После окончания школы, Нараяна устроился работать учителем в начальной школе. Через шесть месяцев работы в начальной школе его выбрали преподавать там же, в средней школе. В начальной школе он обучал всем предметам, а в средней — преподавал историю Индии. После того как Нараяна проработал в средней школе несколько месяцев, он успешно получил хорошую работу в полицейском департаменте. Около четырёх лет он проработал в городе Сахибгандж в Бихаре. Там же он встретил Нароттамананду Брахмачари, — проповедника из «Гаудия Веданта Самити» и ученика Бхактисиддханты Сарасвати, который в то время активно проповедовал гаудия-вайшнавизм в Бихаре. В результате общения с Нароттаманандой, Нараяна убедился в превосходстве философии бенгальских вайшнавов. Он начал регулярно приходить на встречи, которые устраивали гаудия-вайшнавы, и слушать лекции. После того, как проповедники уехали, вдохновлённый Нараяна начал ежедневно практиковать джапа-медитацию, повторяя по 64 круга мантры Харе Кришна на чётках.
В это время Нараяну перевели на службу в город Раджмахал, находившийся неподалёку от бенгальской деревни Рамакели — места, где когда-то жили Рупа и Санатана Госвами. К этому времени, у Нараяны пропал интерес к материальной жизни и он начал подумывать о принятии отречения. Несколько раз он подавал прошение об отставке, но старшие чиновники, довольные его добросовестным служением, отказывались принимать его просьбу. В то же время, Нараяна начал переписку с Бхактипрагьяной Кешавой Госвами — духовным лидером «Гаудия Веданта Самити» и одним из старших учеников Бхактисиддханты Сарасвати. В конце 1946 года Нараяна уволился со службы, и, оставив семью и дом, пришёл в Навадвипу, где впервые встретился с Бхактипрагьяной Кешавой Госвами.

### Принятие духовного посвящения (1947)
В начале 1947 года Нараяна принял участие в Навадвипа-мандала-парикраме — проходившем ежегодно многодневном паломничестве по местам, связанным с жизнью Чайтаньи. В том же году в день Гаура-пурнимы, Нараяна получил посвящение в ученики от Бхактипрагьяны Кешавы Госвами, который дал ему духовное имя Гаура Нараяна Даса. В течение последующих пяти лет, Гаура Нараяна вместе со своим гуру активно путешествовал и проповедовал по всей Индии. Он получил возможность совершить паломничество по всем основным святым местам в Индии и услышать от Бхактипрагьяны об их славе. Заметив, что Гаура Нараяна постоянно служил вайшнавам, Бхактипрагьяна дал ему титул «Бхакта-бандхав», что в переводе означает «друг преданных».

### Обет отречения (1952). Литературная деятельность
В 1952 году, в день Гаура-пурнимы, Гаура Нараяна принял от своего гуру посвящение в санньясу (уклад жизни в отречении) и с тех пор стал носить имя Бхактиведанта Нараяна Госвами. В 1954 году Бхактипрагьяна Кешава Госвами назначил Нараяну президентом нового храма Радхи-Кришны в Матхуре — «Кешавджи Гаудия Матха». В последующие 14 лет, Бхактиведанта Нараяна проводил несколько месяцев в году в Матхуре, и несколько месяцев — в Бенгалии. Новый храм сыграл большую роль в проповеди гаудия-вайшнавизма жителям Матхуры.
Бхактипрагьяна Кешава Госвами также назначил Бхактиведанту Нараяну вице-президентом общества «Гаудия Веданта Самити» и попросил его перевести книги Бхактивиноды Тхакура и других ачарьев с бенгали на хинди. В последующие годы, Бхактиведанта Нараяна Госвами издал переводы на хинди таких книг, как «Джайва-дхарма», «Чайтанья-шикшамрита», «Бхакти-таттва-вивека», «Вайшнава-сиддханта-мала», «Шриман Махапрабху ки шикша», «Упадешамрита», «Шикшаштака», «Манах-шикша», «Синдху-бинду-кана», «Гаудия-кантхахар», «Бхагавад-гита» (с комментариями Вишванатхи Чакраварти) и др. Позднее, многие из этих книг были переведены учениками Бхактиведанты Нараяны на английский, русский и другие языки. Также, Бхактиведанта Нараяна, следуя указанию своего гуру, издавал в Матхуре ежемесячный вайшнавский журнал на хинди «Бхагават-патрика».
В 1968 году Бхактипрагьяна Кешава Госвами умер, и Бхактиведанта Нараяна вместе со своими духовными братьями провёл все ритуалы для его самадхи. В тот же период Бхактиведанта Нараяна начал проводить ежегодное паломничество Враджа-мандала-парикрама в месяц картик, что он продолжал делать до своей смерти.

### Проповедь в странах Запада и России (с 1996 года)
С 1996 года Бхактиведанта Нараяна Госвами проповедует за пределами Индии, в таких странах как Великобритания, Голландия, Германия, Франция, Канада, Соединённые Штаты Америки, Коста-Рика, Венесуэла, Бразилия, Малайзия, Фиджи, Сингапур, Филиппины, Австралия и др. Четыре раза он посещал Россию и СНГ (был в Москве и Волгограде, а также на Украине — в Одессе), и каждый раз в течение недели читал лекции и беседовал с преданными. За эти годы около семисот преданных России и стран СНГ получили от него духовное посвящение.
В 2004 году Бхактиведанта Нараяна Госвами оставил свои полномочия связанные с деятельностью в Шри Гаудия Веданта Самити, основанное его Гуру, и создал своё международное общество «Бхакти» (впоследствии названо как «Международное общество чистой бхакти-йоги»).
Бхактиведанта Нараяна Госвами часто страдал от сердечных болей, но даже после того, как перенес несколько операций, продолжал давать лекции на хинди, бенгали и английском в Кешавджи Гаудия Матхе (Матхура) и в других местах. Все его беседы записывались, а потом были транскрибированы для перевода и публикации.
Бхактиведанта Нараяна Госвами умер 29 декабря 2010 года в Пури (Индия, Орисса) в возрасте 89 лет.
За период с 1996 по 2010 года Бхактиведанта Нараяна Госвами объехал вокруг света в общей сложности более 30 раз, основал множество храмов (матхов) по всему миру и в священных местах паломничества для гаудия-вайшнавов: во Вриндаване (Шри Рупа-Санатана Гаудия Матх и Гопинатх Бхаван, рядом с Имлиталой), в Ишапуре (Шри Дурваса Риши Гаудия Матх), в Баладэо (Шри Дауджи Гаудия Матх), а также возле Говардхана (Гиридхари Гаудия Матх), в Дели, Пури, Навадвипе и др.
В 2009 году, как подношение своему шикша-гуру, Бхактиведанта Мадхава Свами написал подробную биографию о Бхактиведанте Нараяне Госвами «Шрила Гурудев. Высшее сокровище», получив за неё докторскую степень в Ведическом колледже Флориды (США). В период 2012—2013 годов два тома этой книги вышли на русском языке.

## Взаимоотношения с известными вайшнавскими лидерами

### Отношения с Бхактиведантой Свами Прабхупадой
Бхактиведанта Нараяна Госвами считал Бхактиведанту Свами Прабхупаду своим основным наставляющим гуру (шикша-гуру), и подробно описал свои взаимоотношения с ним в книгах: «Мой шикша-гуру и дорогой друг», «Письма из Америки» и «Гаура-вани-прачарине».
Бхактиведанта Нараяна Госвами впервые встретился с Бхактиведантой Свами Прабхупадой (которого тогда звали Абхай Чаранаравинда) в 1947 году в Матхуре. Несколько лет спустя, в начале 1950-х годов, Абхай по приглашению Бхактипрагьяны Кешавы Госвами посетил Матхуру, где провёл несколько месяцев в Кешаваджи Гаудия Матхе, настоятелем которого был Бхактиведанта Нараяна. Следующая их встреча произошла, когда Бхактиведанта Нараяна сопровождал Бхактипрагьяну Кешаву в Джханси, где Абхай основал «Лигу преданных». В 1959 году Абхай принял санньясу у Бхактипрагьяны Кешавы Госвами. Все полагающиеся ритуалы провёл Бхактиведанта Нараяна Госвами. Он также подготовил данду (посох санньяси) для Абхая и показал ему, как надевать одежды санньясина. Абхай получил монашеское имя Бхактиведанта Свами и последующие шесть лет прожил во Вриндаване, сначала в храме Вамши-Гопалы, а затем в храме Радхи-Дамодары. Бхактиведанта Нараяна периодически посещал его там. Вместе они готовили и принимали прасад и обсуждали вайшнавскую философию.
Бхактиведанта Нараяна Госвами утверждал, что за время своего пребывания в США Бхактиведанта Свами Прабхупада выслал ему около 400 писем и что большинство из них были утеряны. Сохранившиеся письма были опубликованы. В них Бхактиведанта Свами Прабхупада рассказывал о своей проповеди на Западе и просил Бхактиведанту Нараяну высылать по почте необходимые ему вещи: «Пожалуйста, пришли матхурские перы (сладости), караталы, мриданги и Божества. Лучше всего, если ты купишь караталы и мриданги в Навадвипе, а Божества — во Вриндаване. Я понимаю, что это может причинить тебе некоторые беспокойства — поехать в эти различные места, купить, упаковать, послать по почте все эти вещи, — но, пожалуйста, сделай это ради моего служения». Кроме всего прочего Бхактиведанта Нараяна Госвами отправлял ему по почте множество книг на бенгали и хинди.
Бхактиведанта Нараяна Госвами являлся одним из немногих преданных с кем Бхактиведанта Свами Прабхупада поддерживал тесную переписку из США. А также был единственным, кто встретил Бхактиведанту Свами Прабхупаду в аэропорту Дели после его первого прибытия с Запада. Незадолго до своей смерти в 1977 году, Бхактиведанта Свами Прабхупада попросил Бхактиведанту Нараяну Госвами сотрудничать с его Движением в общей миссии проповеди учения Чайтаньи. Также Бхактиведанта Свами Прабхупада попросил Бхактиведанту Нараяну Госвами организовать обряд его захоронения в храме Кришны-Баларамы во Вриндаване. После смерти Бхактиведанты Свами Прабхупады многие его ученики получали наставления (шикшу), а также санньясу от Бхактиведанты Нараяны Госвами.

### Бхактиведанта Нараяна Госвами и Бхакти Прамод Пури Госвами
Бхакти Прамод Пури Госвами иногда приезжал в Девананда Гаудиа Матх к Бхакти Прагьян Кешаве Госвами, тогда Бхактиведанта Нараяна Госвами (которого тогда ещё звали Гаура Нараяна) был его первым личным слугой. В другое время он останавливался в Чинчуре (город в Индии рядом с Калькуттой), и в этом случае Гаура Нараяна также служил ему в качестве личного слуги. Когда Бхакти Прамод Пури Госвами отправлялся принять омовение в Ганге, Гаура Нараяна сопровождал его, нес его одежду и другие вещи. После омовения они возвращались в Матх, и Гаура Нараяна стирал и развешивал сушиться мокрую одежду Махараджа, а также помогал наносить ему тилак, держа перед ним зеркало.
Одной из немногих вещей, которые привез с собой Гаура Нараяна, когда присоединился к Матху, была лота — маленький круглый горшочек для воды. Однажды Бхакти Прамод Пури Махарадж и Гаура Нараяна принимали омовение в Ганге, как вдруг по какой-то непонятной причине в реке поднялась волна и унесла лоту вниз по течению. Бхакти Прамод Пури Махарадж отметил это как хороший знак. Он засмеялся и сказал: «Ганга-деви унесла твои последние воспоминания и привязанности к пурва-ашраму (жизни до присоединения к Матху). Это значит, что она захотела отобрать у тебя последнее, что напоминало тебе о прошлой жизни — это очень благоприятно для твоего бхаджана и гуру-севы».
Примерно в 2000 году, когда Бхакти Прамод Пури Госвами было около ста лет, Бхактиведанта Нараяна Госвами поехал в Джаганнатха-пури, чтобы навестить его и выразить своё почтение ему. Бхакти Прамод Пури Госвами спросил, помнит ли он тот случай с горшком. Бхактиведанта Нараяна Госвами сказал, что помнит, и это воспоминание вызвало у них оживлённый смех.
Бхакти Прамод Пури Госвами нравились книги Бхактиведанты Нараяны Госвами, и он просил регулярно посылать ему новые публикации.

## Оценки ученых, общественных и религиозных деятелей
В изданной под научной редакцией Джона Г. Мелтона энциклопедии «Религии мира» Бхактиведанта Нараяна Госвами был описан как самый харизматичный гуру в современном гаудия-вайшнавизме, привлёкший наибольшее число учеников за пределами Индии, имеющий последователей на всех континентах и активно занимающийся публикацией вайшнавской литературы на нескольких языках.
31 октября 2003 года, во Врадже, главой Всемирного Религиозного Парламента в Дели Свами Шамаджи и духовным лидером Храма Шри Варшаны (королевского дворца Шримати Радхарани) Шриманом Дипакой Бхаттой Бхактиведанта Нараяна Госвами был награждён титулом «Юга-ачарья» (Духовный учитель тысячелетия).

## Известные ученики
- Крисси Хайнд (Кришнамайи Деви Даси)
- Криспиан Миллс (Кришнакантха Даса)